# Orenburg
Orenburg (russisk: Оренбу́рг, tr. Orenbúrg) er en by og det administrative center i Orenburg oblast i Rusland. Den ligger ved floden Ural, omkring 1250 km sydøst for Moskva, nær grænsen til Kasakhstan. Byen har 536.862 (2024) indbyggere.

## Historie
Rusland begyndte at planlægge opførelse af en østlig grænsefæstning og by i det sydlige Ural, kaldt Orenburg, i 1734. Kolonister grundlagde oprindelig en bosætning i 1735 ved sammenløbet mellem floderne Ural og Or. Bynavnet betyder "fæstningen ved Or", eftersom Burg er tysk for fæstning. Denne bosætning ændrede i 1739 navn til Orsk. Et forsøg blev gjort på at grundlægge et nyt Orenburg på et sted kaldt Krasnogar, eller "Rød ås", i 1741, men denne bosætning var mislykket. Et tredje Orenburg blev endelig etableret af Ivan Nepljujev på byens nuværende beliggenhed, omkring 250 km nedstrøms Ural fra Orsk i 1743 .
Dette tredje Orenburg fungerede som en vigtig militær udpost på grænsen mod de nomadiske kasakhere, og den blev et center for Orenburg-kosakkerne.
Orenburg spillede en hovedrolle under Pugatjovoprøret (1773–1774). Byen var på den tid hovedstad i et enormt distrikt og sæde for guvernøren. Jemeljan Pugatjovs oprørshær belejrede byen og fæstningen fra den nærliggende Berda fra oktober 1773 til 26. marts 1774. Forsvaret blev organiseret af generalløjtnant Reinsdorp. General Golytsin besejrede Pugatjov ved Berda, og senere igen ved Kargala, nord for Orenburg. Størstedelen af byen lå i ruiner, og flere tusind af indbyggerne omkom under belejringen.
Den berømte russiske forfatter Aleksandr Sergejevitj Pusjkin besøgte Orenburg i 1833 under en tur for at samle materiale til sine bøger Pugatjovs historie og sin berømte roman Kommandantens datter. Han mødte her sin ven Vladimir Dal, som senere skulle skrive den første seriøse russiske ordbog.
Orenburg var base for general Vasilij Perovskijs ekspeditioner mod Khiva-khanatet fra 1830- til 1850'erne. Efter indlemmelsen af Centralasien i Det Russiske Kejserrige blev Orenburg en handelsstation og efter fuldførelsen af Trans-Aral-jernbanen et vigtigt knudepunkt på ruten til de nye centralasiatiske besiddelser og til Sibirien.
Orenburg fungerede som hovedstad i Kirgisiske Autonome Socialistiske Sovjetrepublik (i dagens Kasakhstan) indenfor Rusland fra 1920–1925. Da den republik i 1925 blev omdannet til Kasakhiske Autonome Socialistiske Sovjetrepublik, blev Orenburg indlemmet i Rusland, og den nye hovedstad blev Qyzylorda og senere (i 1929) Alma-Ata.
Fra 1938 til 1957 hed byen Tjkalov (russisk: Чка́лов) (efter testpiloten Valerij Tjkalov). Den tyske invasion af Sovjetunionen i juni 1941 under 2. verdenskrig, førte til at mange sovjetiske virksomheder flygtede fra de vestlige områder. Nogle slog sig ned i Orenburg og bidrog således til byens økonomiske vækst.

## Økonomi
Selskabet Orenburgenergy er et af de største energiselskaber i Rusland.[kilde mangler] Andre store, lokale selskaber er naturgasselskabet Orenburggazprom og olieselskabet Orenburgneft.
Orenburg er kendt for sine fine, håndlavede sjaler.
Orenburg Lufthavn ligger 25 km øst for byen.

## Sport
- FK Orenburg fodboldklub;
- Gazovik stadion.

## Uddannelse og kultur
Blandt byens højere uddannelsesinstitutioner er Orenburg statslige universitet, Orenburg statslige medicinske akademi, Orenburg statslige pædagogiske universitet, Orenburg statslige Landbrugsuniversitet, Orenburg afdelingen af Moskva statslige juridiske akademi, Orenburg institut for økonomi & kultur, og Orenburg statslige universitet for ledelse.
I Orenburg ligger flere teatre og museer.

## Seværdigheder
I Orenburgs centrum findes gamle klassiske bygninger, herunder Sankt Nikolai Katedralen og en fodgængerbro over Ural-floden.
En berømt boulevard ved bredden af Ural er blandt Orenburgs største seværdigheder.

## Kendte personer fra Orenburg
- Georgij Malenkov
- Mstislav Rostropovitj